# Robert Bowyer
Cet article possède un paronyme, voir Robert Boyer (homonymie).
Pour les articles homonymes, voir Bowyer.
Robert Bowyer, baptisé le 18 juin 1758 à Portsmouth, et mort le 4 juin 1834  à Byfleet, est un peintre britannique spécialiste de la miniature.
Il a été probablement l'élève de John Smart à la fin des années 1770.